# 聖托馬斯區 (巴巴多斯)
聖托馬斯區位於巴貝多中部，與聖安得魯區、聖約瑟夫區、聖約翰區、聖詹姆斯區、聖邁克爾區等區相鄰。
1. ↑  iso:code:3166:BB, International Organization for Standardization